# Copo megye
Copo egy megye Argentína északi részén, Santiago del Estero tartományban. Székhelye Monte Quemado.

## Népesség
A megye népessége a közelmúltban a következőképpen változott:
| Év   | Lakosság |
| ---- | -------- |
| 2001 | 26 924   |
| 2010 | 31 404   |